# 브레이디 코베이
브레이디 코베이(영어: Brady Corbet, 영어 발음: /ˈkɔːrbeɪ/, 1988년 8월 17일 ~ )는 미국의 배우, 영화 감독이다. 2024년 영화 《브루탈리스트》를 통해 베네치아 영화제 은사자상을 수상했다.

## 작품 목록

### 영화 연출
- 복스 룩스 (2018) - 각본 겸임
- 브루탈리스트 (2018) - 각본 겸임

### 영화 출연
- 13살의 반란 (2003)
- 미스테리어스 스킨 (2004)
- 썬더버드 (2004)
- 퍼니 게임 (2007)
- 위아영 (2014)
- 클라우즈 오브 실스마리아 (2014) - 피어스 롤드슨 역

### 텔레비전 출연
- 24 (2006)